# Fenetilamina
La fenetilamina, o β-fenetilamina, és un alcaloide i monoamina present en l'encèfal humà. Es creu que funciona com neuromodulador o neurotransmissor. És biosintetitzada de manera natural a partir de l'aminoàcid fenilalanina per descarboxilació enzimàtica. Es troba en molts aliments, com la xocolata, i alguns en què hi hagi hagut fermentació per microorganismes, com és el cas dels formatges. (La presència de feniletilamina en aquests aliments els fa susceptibles de desencadenar un atac de migranya en individus susceptibles que n'ingereixin.)

Tot i el seu potencial efecte al·lucinogen, és ràpidament metabolitzada per l'enzim MAO-B, evitant que quantitats significatives arribin al cervell.
Les fenetilamines substituïdes són una àmplia classe de compostos que inclouen neurotransmissors, hormones, estimulants, al·lucinògens, entactogens, anorexígens, broncodilatadors i antidepressius. L'estructura de la fenetilamina es troba en d'altres més complexes, com en l'anella ergolínica del LSD o el sistema morfinà de la morfina.

## Química
La fenetilamina és una amina aromàtica, i és un líquid incolor a temperatura ambient. És soluble en aigua, etanol, i èter. Com d'altres amines de baix pes molecular, fa olor de peix. Si s'exposa a l'aire forma una sal carbonatada. Presenta un caràcter fortament bàsic i forma un clorur sòlid (sal) estable i amb un punt de fusió de 217 °C. És un irritant cutani i pot causar sensibilització permanent.

## Fenetilamines substituïdes

Estructura general de les fenetilamines i amfetamines

Les fenetilamines substituïdes presenten modificacions en l'anella fenòlica, la cadena lateral o el grup amino:
- Les amfetamines substituïdes són homòlegs de les fenetilamines amb un grup alfa-metil (α-CH₃) a la cadena lateral de carboni, en l'àtom on està inserit el grup amino.
- Les catecolamines són fenetilamines que porten dos grups hidroxil a les posicions 3 i 4 de l'anella fenòlica. Alguns exemples són les hormones i neurotransmissors dopamina, adrenalina i noradrenalina.
- Els aminoàcids aromàtics fenilalanina i tirosina són fenetilamines que porten un grup carboxílic (COOH) en posició alfa.
- Els 2C's són fenetilamines que porten un grup metoxi enganxats als carbonis 2 i 5 i no presenten cap grup alfa-metil.

## Farmacologia
Moltes fenetilamines substituïdes es comporten farmacològicament com a drogues, fet a causa de la similitud amb els neurotransmissors endògens:
- Estimulants, com els alcaloides efedrina i catinona (trobats en plantes a la natura) i les drogues sintètiques dextroamfetamina i metilfenidat.
- Al·lucinògens com l'alcaloide natural mescalina i la droga sintètica 2C-B.
- Entactògens com la MDMA (èxtasi) i la MDA.
- Anorexígens com la fentermina, la fenfluramina, i l'amfetamina.
- Broncodilatadors com el salbutamol i l'efedrina.
- Antidepressius com la venlafaxina, el bupropió i alguns IMAOs.

## Taula de substitució
Algunes de les més importants fenetilamines són mostrades a la taula següent, tot i que se'n coneixen moltes més, especialment gràcies al treball pioner d'Alexander Shulgin, la majoria del qual es troba descrit a l'obra PiHKAL.
| Nom curt                | Rα       | Rβ  | R₂   | R₃        | R₄           | R₅    | RN      | Nom complet                                           |
| ----------------------- | -------- | --- | ---- | --------- | ------------ | ----- | ------- | ----------------------------------------------------- |
| Tiramina                |          |     |      |           | OH           |       |         | 4-hidroxi-fenetilamina                                |
| Dopamina                |          |     |      | OH        | OH           |       |         | 3,4-dihidroxi-fenetilamina                            |
| Adrenalina              |          | OH  |      | OH        | OH           |       | CH₃     | β,3,4-trihidroxi-N-metil-fenetilamina                 |
| Noradrenalina           |          | OH  |      | OH        | OH           |       |         | β,3,4-trihidroxi-fenetilamina                         |
| Salbutamol              |          | OH  |      |           | OH           | CH₂OH | C(CH₃)₃ | β,4-dihidroxi-3-hidroximetil-N-(t)-butil-fenetilamina |
| Beta-metil-fenetilamina |          | CH₃ |      |           |              |       |         | β-metil-fenetilamina                                  |
| Amfetamina              | CH₃      |     |      |           |              |       |         | α-metil-fenetilamina                                  |
| Metamfetamina           | CH₃      |     |      |           |              |       | CH₃     | N-metil-amfetamina                                    |
| Metilfenidat            |          |     |      |           |              |       |         | N,α-butilen-β-metoxicarbonil-fenetilamina             |
| Efedrina, pseudofedrina | CH₃      | OH  |      |           |              |       | CH₃     | N-metil-β-hidroxiamfetamina                           |
| Catina                  | CH₃      | OH  |      |           |              |       |         | β-Hidroxi-amfetamina                                  |
| Catinona                | CH₃      | =O  |      |           |              |       |         | β-ceto-amfetamina                                     |
| Metcatinona             | CH₃      | =O  |      |           |              |       | CH₃     | N-metil-β-ceto-amfetamina                             |
| Bupropió                | CH₃      | =O  |      | Cl        |              |       | C(CH₃)₃ | 3-cloro-N-(t)-butil-β-ceto-amfetamina                 |
| Fenfluramina            | CH₃      |     |      | CF₃       |              |       | CH₂CH₃  | 3-trifluorometil-N-etil-amfetamina                    |
| Fentermina              | CH₃, CH₃ |     |      |           |              |       |         | α,α-dimetil-fenetilamina                              |
| Mescalina               |          |     |      | OCH₃      | OCH₃         | OCH₃  |         | 3,4,5-trimetoxi-fenetilamina                          |
| MDA                     | CH₃      |     |      | -O-CH₂-O- | -O-CH₂-O-    |       |         | 3,4-metilendioxi-amfetamina                           |
| MDMA                    | CH₃      |     |      | -O-CH₂-O- | -O-CH₂-O-    |       | CH₃     | 3,4-metilendioxi-N-metil-amfetamina                   |
| MDMC                    | CH₃      | =O  |      | -O-CH₂-O- | -O-CH₂-O-    |       | CH₃     | 3,4-metilendioxi-N-metil-β-ceto-amfetamina            |
| DOM                     | CH₃      |     | OCH₃ |           | CH₃          | OCH₃  |         | 2,5-dimetoxi-4-metil-amfetamina                       |
| DOB                     | CH₃      |     | OCH₃ |           | Br           | OCH₃  |         | 2,5-dimetoxi-4-bromo-amfetamina                       |
| DON                     | CH₃      |     | OCH₃ |           | NO₂          | OCH₃  |         | 2,5-dimetoxi -4-nitro-amfetamina                      |
| 2C-B                    |          |     | OCH₃ |           | Br           | OCH₃  |         | 2,5-dimetoxi-4-bromo-fenetilamina                     |
| 2C-C                    |          |     | OCH₃ |           | Cl           | OCH₃  |         | 2,5-dimetoxi-4-cloro-fenetilamina                     |
| DOI                     | CH₃      |     | OCH₃ |           | I            | OCH₃  |         | 2,5-dimetoxi-4-iodo-amfetamina                        |
| 2C-I                    |          |     | OCH₃ |           | I            | OCH₃  |         | 2,5-dimetoxi-4-iodo-fenetilamina                      |
| 2C-D                    |          |     | OCH₃ |           | CH₃          | OCH₃  |         | 2,5-dimetoxi-4-metil-fenetilamina                     |
| 2C-E                    |          |     | OCH₃ |           | CH₂CH₃       | OCH₃  |         | 2,5-dimetoxi-4-etil-fenetilamina                      |
| 2C-F                    |          |     | OCH₃ |           | F            | OCH₃  |         | 2,5-dimetoxi-4-Fluoro-fenetilamina                    |
| 2C-N                    |          |     | OCH₃ |           | NO₂          | OCH₃  |         | 2,5-dimetoxi-4-Nitro-fenetilamina                     |
| 2C-T-2                  |          |     | OCH₃ |           | SCH₂CH₃      | OCH₃  |         | 2,5-dimetoxi-4-etiltio-fenetilamina                   |
| 2C-T-4                  |          |     | OCH₃ |           | SCHCH₃CH₃    | OCH₃  |         | 2,5-dimetoxi-4-(i)-propiltio-fenetilamina             |
| 2C-T-7                  |          |     | OCH₃ |           | SCH₂CH₂CH₃   | OCH₃  |         | 2,5-dimetoxi-4-propiltio-fenetilamina                 |
| 2C-T-8                  |          |     | OCH₃ |           | SCH₂CHCH₂CH₂ | OCH₃  |         | 2,5-dimetoxi-4-ciclopropilmetiltio-fenetilamina       |
| 2C-T-9                  |          |     | OCH₃ |           | S(CH₃)₃C     | OCH₃  |         | 2,5-dimetoxi-4-(t)-Butiltio-fenetilamina              |
| 2C-T-21                 |          |     | OCH₃ |           | SCH₂CH₂F     | OCH₃  |         | 2,5-dimetoxi]-4-(2-fluoroetiltio)-fenetilamina        |